# Revillagodos
Revillagodos es una localidad del municipio burgalés de Briviesca, en la Comunidad Autónoma de Castilla y León (España). 
La iglesia está dedicada a san Esteban.

## Localidades limítrofes
Confina con las siguientes localidades:
- Al noroeste con Reinoso.
- Al este con Castil de Peones.
- Al oeste con Quintanavides.

## Demografía
Evolución de la población
| Gráfica de evolución demográfica de Revillagodos entre 2000 y 2017 |
|                                                                    |
| Población de derecho (2000-2017) según el padrón municipal del INE |

## Historia
Así se describe a Revillagodos en el tomo XIII del Diccionario geográfico-estadístico-histórico de España y sus posesiones de Ultramar, obra impulsada por Pascual Madoz a mediados del siglo XIX:

Lugar con ayuntamiento en la provincia, diócesis, audiencia territorial y capitanía general de Burgos (5 leguas), partido judicial de Briviesca (2). Situado en la falda de una sierra que se enlaza con la de la Brújula y la de Santa Casilda; los vientos reinantes son el N y O, y las enfermedades más comunes los reumas y dolores de costado. Tiene 23 casas con la consistorial, que sirve también de cárcel; una fuente de buenas aguas dentro de la población; una iglesia parroquial (San Esteban) servida por un cura de provisión ordinaria, y un cementerio extramuros. Confina el término N Reinoso; E Castil de Peones; S Arraya y Santa María de Invierno, y O Quintanavides. La mayor parte del terreno es secano, y todo el del N y O pedregoso y árido, a diferencia del que se halla al E y S, que es de miga y bastante productivo; contiene varias canteras de piedra calcárea de buena calidad y en la sierra se crían pastos para el ganado y también algunos espinos y carrascos bajos, que se utilizan para quemar. El único río que cruza por el término de este pueblo es el llamado Oca, cuyas aguas corren libremente sin que se aprovechen para el riego. Los caminos se hallan descuidados y dirigen a los pueblos inmediatos. Correos: se reciben de la capital del partido por los mismos interesados. Sus producciones consisten en trigo, cebada, avena, legumbres, yeros, alholvas y poco lino; cría ganado lanar, vacuno y caballar; caza de liebres, conejos, perdices y otras aves, y pesca de algunos peces pequeños y cangrejos. La industria se reduce a la agricultura y un molino harinero de una sola rueda, en buen estado. Población: 17 vecinos, 68 almas. Capital productivo: 458.900 reales. Imponible: 43.070. Contribución: 2.078 reales 26 maravedíes.
Diccionario geográfico-estadístico-histórico de España y sus posesiones de Ultramar